# 꼬마흰어깨박쥐
꼬마흰어깨박쥐 또는 작은흰어깨박쥐(Ametrida centurio)는 주걱박쥐과에 속하는 남아메리카와 중앙아메리카 박쥐의 일종이다. 꼬마흰어깨박쥐속(Ametrida)의 유일종이다. 학명은 "죽음의 신" 또는 "파괴자"라는 단어에서 유래했다.